# Тідорі
Chidori (яп. 千鳥, Chidori) ― японський комедійний дует (комбі), в який входять Дайґо (яп. 大悟) та Нобу (яп. ノブ). Виступають під токійським агентством коміків Йошімото Коґьо. Гасло дуету — «Ватажки окаямського мандзаю».
Обидва учасники родом з префектури Окаяма. Дайго та Нобу були друзями у старшій школі, та створили комедійний дует у липні 2000 року, коли їм обом було 20 років. У своїх виступах дует часто використовує змішаний діалект Осаки та Окаями, що вони називають «Мандзай мого шляху».

## Учасники
- Дайґо (大悟), справжнє ім'я Ямамото Дайґо (山本 大悟). Народився 25 березня 1980 року в місті Касаока. Роль боке. Використовує старомодний займенник першого лиця «ваші (わし)». В старшій школі прочитав бейсбольну мангу Touch авторства Міцуру Адачі, після чого вступив в бейсбольний клуб.[6] Дайґо був хорошим другом з ветераном комедійной індустрії Кеном Сімурою.
- Нобу (ノブ), справжнє ім'я Хаякава Нобуюкі (早川 信行). Народився 30 грудня 1979 року в міста Ібара. Роль цуккомі. Деякий час використовував ім'я Нобу Койке, після того як Міва Асао помилково назвала його «Койке» у програмі «Лондонські серця».[7] Особливість виконання цуккомі в Нобу — унікальний акцент і тон речі.

## Виступи на телебаченні

### Вар'єте
Регулярні програми
- Iroha ni Chidori (いろはに千鳥) (з 10 січня 2014, TV Saitama) — MC
- Chansu no Jikan (チャンスの時間) (з 18 квітня 2018, AbemaTV)[8] — MC
- Chidori no Shutsubotsu! Hinadandan (з 03 квітня 2021, SCC Broadcasting) — MC
- Nichiyou Chaplin; Sorosoro Nichiyou Chaplin (にちようチャップリン;そろそろ にちようチャップリン) (з 09 квітня 2017, TV Tokyo)[9] — ведучі
- Aiseki Shokudou (相席食堂) (з 08 квітня 2018, ABC) — MC
- TV Chidori (テレビ千鳥) (з квітня 2019, TV Asahi) — MC
- Quiz! THE Iwakan (クイズ!THE違和感) (з квітня 2020, TBS) — Нобу — MC, Дайґо — учасник тесту
- Chidori no Kuse ga Sugoi Neta Grand-prix (千鳥のクセがスゴいネタGP) (з жовтня 2020, Fuji Television) — MC
- Chidori no Rokosuta (з 05 лютого 2019, GYAO!) — MC
- Chidori no Sports Risshiden (千鳥のスポーツ立志伝) (з 23 грудня 2020, NHK BS1) — MC
- Kayo ha Zenryoku! Hanadai-san to Chidori-kun (火曜は全力!華大さんと千鳥くん) (з 06 квітня 2021, Kansai Telecasting Corporation) — MC

Нерегулярні програми
- Matsumoto Hitoshi no Sake no Tsumami ni naru Hanashi (人志松本の酒のツマミになる話) (з 02 квітня 2021, Fuji Television) — MC разом з Мацумото Хітосі
- Waragami-sama ha Totsuzen ni… (笑神様は突然に…) (Nippon TV) — ведучі розділу «Серія островів»

Минулі програми
- Osaka Fujiwara Resort (大阪フジワラリゾート)（квітень — вересень 2003、TV Osaka）
- Hyakuman Bariki (百万馬力「千鳥じゃ!! 〜伝説の38マイクを求めて〜」) (07 серпня — 25 вересня 2004, TV Asahi)
- Wai! Wai! Wai! (ワイ!ワイ!ワイ!) (жовтень 2004 — листопад 2005, Yoshimoto Fandango TV)
- Oshikari Kudasai! (お叱りください!) (січень 2005 — лютий, TV Asahi)
- Omoshiro Koukishin☆Doronpa! (オモシロ好奇心☆どろんぱ!) (квітень — вересень 2005, Yomiuri TV)
- Kirin・Chidori no Nishōryū TV (麒麟・千鳥の二笑流TV) (травень 2005 — жовтень 2006, GAORA)
- Shinkigeki Bomber (新喜劇ボンバー!!) (MBS TV)
- Seyanen (せやねん!) (2008—2008, 2008—2012) (MBS TV)
- Chidori no Bokkee TV! (千鳥のぼっけぇTV!) (01 листопада 2006 — 18 березня 2012, GAORA)
- Evening DonDon (イブニングDonDon) (липень — вересень 2007, RSKTV) — гості кожен другий четвер
- Narutomo! (なるトモ!) (Yomiuri TV) — гості кожну другу п'ятницю
- Chichin Puipui (ちちんぷいぷい) (MBSTV) — гості кожен другий понеділок, пізніше — п'ятницю
- Ima-chan no «Jitsu ha…» (今ちゃんの「実は…」) (2008—2019, Asahi TV) — напіврегулярно
- Waraimeshi・Chidori no Beroberotantan (笑い飯・千鳥の舌舌舌舌) (квітень 2009 — квітень 2013, Sun TV)
- Hottoke! San-nen gumi (ほっとけ!3人組) (квітень 2011 — квітень 2012, Asahi TV)
- Bakuretsu Variety Shabadaba no Sora ni (爆裂バラエティー シャバダバの空に) (квітень 2011 — 25 березня 2013, Kansai TV)
- Puripuri (プリプリ) (квітень 2012 — 15 березня 2013, MBS TV)
- Hayarin Monroe (流行りん・モンロー!) (23 квітня — 17 вересня 2012, Kansai TV)
- Pikaru no Teiri (ピカルの定理) (квітень 2012 — вересень 2013, Fuji TV) — регулярні гості з 3 сезону
- BS YoshiTV (BS吉テレ) (03 квітня 2013 — 26 березня 2014, BSTV) — MC середи
- Iroha ni Chidori (いろはに千鳥) (2014, 2015—2016, Saitama TV)
- Nippon Genki Keikaku! Nemureru Star Mezamashi Variety «Hakkutsuberi» (ニッポン元気計画! 眠れるスター目覚ましバラエティ"ハックツベリー") (19 квітня 2014 — 26 вересня 2015, TV Tokyo)
- Chacha Ire Monday (ちゃちゃ入れマンデー) (28 квітня 2014 — 23 березня 2015, Kansai TV)
- Tensai Terebi-kun (天才てれびくん) (2014—2016, NHK ETV) — у ролі андроїдів-опитувальників «Нобу, модель 13», «Дайґо, модель 14»
- Radio na Futari (ラジオな2人) (02 березня — 22 вересня 2015, Dlife) — регулярні гості понеділка
- Jisedai Aidoru Hakkutsu Variety Ninkimono ni naro (次世代アイドル発掘バラエティー 人気者になろう!) (03 липня 2015 — 18 вересня, Nippon TV) — головні MC
- Radio na Futari Relay (ラジオな2人 リレー) (04 жовтня 2015 — 18 вересня 2016, Dlife)[10]
- Gaitou TV Shutsubotsu! Hinadandan (街頭TV 出没!ひな壇団) (24 жовтня 2015 — 27 березня 2021, RCC) — MC
- NEO Kessen Variety King-chan (NEO決戦バラエティ キングちゃん) (19 липня 2016, TV Tokyo) — MC[11][12][13]
- BAZOOKA!!! (09 січня 2017 — 26 серпня 2019, BS Sukapaa!) -[14] — учасники
- Tensai Terebi-kun YOU (天才てれびくんYOU) (2017—2019, NHK ETV) — дослідник групи «Моріморідан»
- Sore, Furuissuyo. (それ、古いっすよ。) (02 — 23 травня 2017, TV Asahi)
- Ittenmono! (イッテンモノ!) (TV Asahi) — MC
- Shadoba (シャド場 〜シャドウバースで繋げるゲームバラエティ〜) (06 жовтня 2017 — 30 березня 2019, TOKYOMX) — регулярні учасники
- Chidori no Rojiura Tanbo (千鳥の東京路地裏大クセ探訪) (04 грудня — 18 грудня 2017, TV Asahi)
- Sekai no Mura no Doerai-san (世界の村のどエライさん) (15 січня — 10 вересня 2018, Kansai TV) — MC (разом з Ямазакі Ікусабуро та Такамі Юрі)[15]
- Tabi Sunday; Chidori no Rojiura Tanbo (旅サンデー・千鳥の路地裏探訪) (29 квітня — 07 жовтня 2018, TV Asahi) — щомісячна програма
- Seishun Koko Sannen Shigumi (青春高校3年C組) (10 квітня 2018 — 06 березня 2020, TV Tokyo) — MC кожен другий четвер
- Daigo wo Sagase (大悟を探せ) (02 травня — 25 липня 2018, MBS TV)
- Tenshoku Search Chidori no Job Lovers (天職サーチ 千鳥のジョブラバーズ) (07 жовтня 2018 — 27 вересня 2019, TV Asahi) — MC
- Para×Doki! (パラ×ドキッ!) (07 квітня 2019 — 13 вересня 2020, NHKBS1) — MC
- Hanamaru Daikichi and Chidori no Teppan Itadakimasu! (華丸大吉&千鳥のテッパンいただきます!) (жовтень 2019 — березень 2021, Kansai TV) — MC
- Chidori vs Kamaitachi (千鳥VSかまいたち) (24 січня — 28 березня 2021, Nippon TV)

Спеціальні випуски
(як MC або головний склад)
- Dai Kichimeshi (ダイ麒千飯) (26 лютого 2004, Kansai TV)
- Chidori Party! (千鳥パーティ!夏じゃ!!美女じゃ!!ウハハじゃ!?) (24 серпня 2007, TV Asahi)
- Chidori no Moteru TV (千鳥のモテるTV) (19 березня 2011, TV Asahi)
- Shinagawa・Chidorni no Lovely Geinin Kazoku (品川・千鳥のラブリー芸人家族) (08 серпня 2011, 03 жовтня, 10 жовтня, 17 жовтня, 24 жовтня, TV Asahi)
- Kazoku Ouen Variety (家族応援バラエティーかわいい子には千鳥旅) (14 серпня 2012, TV Asahi) — MC
- Yorusupa! (ヨルスパ!) (29 вересня 2012, Kansai TV) — MC
- Chidori no Omoshirotsurai Hanashi (千鳥のおもしろツライ話 買い取ります!) (31 січня 2013, 29 серпня, 01 березня 2015, 26 грудня, 25 грудня 2016, Yomiuri TV)
- Chidori・Tomochika no R-1 Grand-prix Ouen Sengen (千鳥・友近のR-1ぐらんぷり応援宣言 小料理おひとり様) (30 грудня 2013, Kansai TV)
- Chidori to Warau Geinoujin (千鳥と笑う芸能人 いやいやワシらで大丈夫ですか?) (04 січня 2014, TV Asahi)
- Dai Ketsudan! Docchidori ja! (大決断!どっ千鳥じゃ〜!!夏終わらんといてSP) (25 серпня — 29 серпня 2014, Yomiuri TV)
- Waraimeshi Chidori no Chiiki Kassei TV (笑い飯千鳥の地域活性TV ひと肌脱ぎます!) (11 січня 2015, MBS TV)
- Chidori no Shin Burari Kenkyusho (千鳥の新ぶらり研究所) (26 вересня 2015, Kansai TV)
- Free Channel Kinkyuu Shirei (フリーチャンネル緊急指令!ロケ交渉人 〜アブない現場に突撃せよ〜) (20 лютого 2016, TV Asahi) — MC
- Next Break (教科書になった!?ネタ合戦) (02 червня 2016, Nippon TV) — MC
- Iranmon? TV (いらんもん?TV) (11 жовтня 2016, Yomiuri TV) — MC
- Zenryoku×Bishoujo Style 2017 (全力×美少女スタイル2017) (23 січня 2017, Kansai TV) — MC
- Manzai Spring (漫才スプリング) (19 березня 2017, 24 березня 2018, 18 березня 2019, TV大阪) — - роль капітанів «Загону Чідорі»
- News Wakaritei (ニュースわかり亭 〜現代を知る演芸場〜) (20 березня 2017, NHKBS1) — MC
- Chidori and Ginshari no Osaka hai G-1 Mankitsu Ryoko-sha (千鳥&銀シャリの大阪杯G1満喫旅行社) (28 березня 2017 — 30 березня, Kansai TV)
- Chidori no Osaka Ichiban Research Sha (千鳥の大阪一番リサーチ社) (01 квітня 2017, MBS TV)
- Chidori and Ginshari no Nihon Derby Mankitsu Izakaya (千鳥&銀シャリの日本ダービー満喫居酒屋) (23 травня — 27 травня 2017, Kansai TV)
- Ichioku-nin no Sumaho Shashin «Chidori ni Misete» (1億人のスマホ写真「千鳥に見せて」) (26 червня, 24 липня 2017, CBCTV)
- Nomiso Q! Seikai Poyo〜n (脳みそQ!正解ポヨ〜ン) (29 червня 2017, Nippon TV) — MC
- City Collection (シティコレクション) (15 серпня, 22 серпня 2017, TV Asahi) — MC
- Chidori ga masaka ongaku baraeti!? Ichiban song (千鳥がまさか音楽バラエティ!? イチバンソング) (28 серпня 2017, Kansai TV)
- Chidori no Arukikata (千鳥の歩き方 〜平成の銀ブラはクセがすごいんじゃ！) (24 вересня 2017, 岡山放送)
- Yorosupa! (ヨルスパ!) (25 вересня 2017, Kansai TV) — MC
- Beat Takeshi no yoku dekiteru TV (ビートたけしのよくできてるTV) (01 жовтня 2017, TV Tokyo) — ведучі
- Majika~!! Sagashimono Crazy〜 Anata wa Nanimono? (マジかっ!!探し物クレイジー〜あなたは何者?) (07 жовтня 2017, TV Asahi)
  - Majika~!! Sagashimon Dangerous Anata wa Nanimono? (マジかっ!!探しもんデンジャラス あなたは何者?) (20 жовтня 2018, TV Asahi)
- Chidori no Hunter Otomo Tabi (千鳥のハンターおとも旅) (25 жовтня 2017, 31 жовтня, 02 квітня 2018, TV Asahi)
- Chidori no Nippon! Relay Battle (千鳥のニッポン!リレーバトル 〜静岡・広島のクセがスゴイ〜) (07 жовтня 2017, Shizuoka Asahi TV, Hiroshima Home TV)
- Chidori & Gin Shari no Arima-onsen Mankitsu Tour (千鳥&銀シャリの有馬温泉満喫ツアー) (19 грудня — 23 грудня 2017, Kansai TV)
- Manzai Lovers (漫才Lovers) (2018, нерегулярні епізоди, Yomiuri TV) — MC
- Mi wo Kezutte Icchaimasu (身を削って言っちゃいます) (04 січня 2018, Fuji TV) — MC
- Tomotere presented by au (トモテレ presented by au) (10 лютого 2018, TV Tokyo, BSJAPAN) — MC
- STU48×Chidori Setouchi Shojo oen-dan (STU48×千鳥 瀬戸内少女応援団) (29 січня 2018, 04 березня 2019, Kansai TV)
- Chidori no Daikuse Shashinkan (千鳥の大クセ写真館) (16 березня 2018, TV Asahi) — MC
- KANGEI (24 березня 2018, TBSTV) — - MC (разом з AUDREY та MAPLE CHOGOKIN)[16]
- Chidori no Tomare! Going Mai-ka (千鳥の泊まれ!ゴーイング・マイ家) (03 квітня 2018, Yomiuri TV)
- Henken o Uchiyabure! Nanoni-chan (偏見を打ちやぶれ!ナノニーちゃん) (19 квітня, 03 травня 2018, CBCTV) — MC
- Nichifami! (ニチファミ!) (22 квітня 2018, Fuji TV) — MC
- Roke Geinin Saikyou Ketteisen Soto O (ロケ芸人最強決定戦 外王) (15 серпня 2018, нерегулярні епізоди, Fuji TV) — MC
- Sono Tsubuyaki, Kuwashiku Oshiete Kuremasen ka? (#そのつぶやき、くわしく教えてくれませんか?) (20 серпня, 27 серпня 2018, TV Tokyo) — MC Нобу / Коментатор Дайґо
- Chidori no Shiranakya Sonsuru Shin Joshiki (千鳥の知らなきゃ損する新常識) (22 вересня 2018, Kansai TV) — MC
- Ano Hanashi, Dou Natta? (あの話、どうなった?) (30 жовтня, 06 листопада 2018, TV Asahi) — MC
- Jiji Neta O (時事ネタ王 〜ニュースVS芸人〜) (22 грудня 2018, 23 грудня 2019, NHK Sogo) — MC
- Chidori no Hanashi no Hikidashi (千鳥の「話の引き出し」) (29 грудня 2018, 18 травня 2019, Kansai TV) — MC
- Nihon de Ichiban Shiawase Kazoku (日本で一番しあわせ家族) (30 грудня 2018, 22 грудня 2019, NHK Sogo) — MC
- Sando&Chidori tte ii Imi de Yabai Fufu (サンド&千鳥ってイイ意味でヤバい夫婦) (31 грудня 2018, TV Asahi)
- Yumeijin ga Joho kaikin! Chidori no dokkan! Jibun-ho (有名人が情報解禁!千鳥のドッカン!ジブン砲) (31 грудня 2018, 03 квітня, 04 жовтня 2019, フジTV) — MC
- Rekishi Variety (歴史バラエティ「いだてんが駆け抜けた時代」) (04 січня 2019, NHK Sogo) — ведучий：Нобу[17]
- Itantera Tsukitsumetara ko natta (異端寺 突きつめたらこうなった) (12 січня 2019, TV AsahiTV)
- Chidori no daimanzai (千鳥の大漫才) (13 січня 2019, 20 січня 2020, Kansai TV)
- Omoshiro sansu Variety Chidori-shiki (おもしろ算数バラエティ ちどり式) (19 січня 2019, TV Asahi) — MC
- Kyujosho↑Zoo Chuba (急上昇↑ZOOチューバー) (21 березня 2019, NHK Sogo) — MC
- Shakkin, Chara ni shimasu (借金、チャラにします。) (26 березня 2019, TBSTV) — MC
- Chidori no Shinbunsata ni narimashita (千鳥の新聞沙汰になりました) (01 квітня 2019, 28 вересня, Fuji TV) — MC
- Sugowaza! Karisuma doga (凄技!仮スマ動画) (26 травня 2019, 26 серпня, 20 грудня, 28 квітня 2020, Nippon TV) — MC — Нобу, панеліст — Дайґо
- Chidori mo Bikkuri!! (千鳥もビックリ!!イマドキのお遍路はじめませんか?) (09 червня 2019, RSKBC) — MC
- Yaseta bun dake kin ni naru (〜痩せた分だけ金になる〜 ドリームダイエット!) (21 червня 2019, Fuji TV) — MC
- Geinojin Ponkotsu Dasshutsu Grand-prix (芸能人ポンコツ脱出GP 〜笑って泣いてできない自分を乗り越えろ!〜) (12 липня 2019, TV Tokyo) — MC
- Yumeijin Tokusei Nabi de iku! Miyagawa Chidori no Gokujo Natsuyasumi (有名人特製ナビで行く!宮川千鳥の極上夏休み) (13 липня 2019, Shinshuu TV, Nippon TV)
  - Yumeijin Tokusei Nabi de iku! Miyagawa Chidori no Gokujo Fuyuyasumi (27 лютого 2021, Shinshuu TV, Nippon TV)
- Daigo-do 〜Kore ga Chidori no Namashibai〜 (大悟道 〜これが千鳥の生芝居〜) (10 серпня 2019, NHK Sogo)
- «Ano shugo shashin o moichido» 〜Daibu Tatta yo zen'in shugo〜 («あの集合写真をもう一度»〜だいぶ経ったよ全員集合〜) (11 серпня 2019, TV Tokyo) — MC
- Chidori no Kininaru! (千鳥の気になる!離島重大ニュース 〜やっぱ、島はえぇ。〜) (24 серпня 2019, Fuji TV) — MC
- Kiseki no Hissori Kankochi (奇跡のひっそり観光地) (14 вересня 2019, 10 січня, 19 липня 2020, TV Tokyo) — ведучі
- Yoru 7-ji no Chidori Minato, Hanpanaitte yo (環瀬戸特番「よる7時の千鳥港、半端ないってよ。」) (2019, RCC TV, RSK TV, Yamaguchi TV, ai TV)
- Nippon no Chozetsu Giko! Naomi&Chidori no Komatta toki no Onaoshi-san (ニッポンの超絶技巧!直美&千鳥のこまったときのお直しさん) (27 вересня 2019, Fuji TV) — MC
- Chidori no Kininaru Shinjoshiki (千鳥の気になる新常識) (21 грудня 2019, Kansai TV) — MC
- Shinshun! Chidori-chan Yoidore Owarai O & Dokudashi Taxi (新春!千鳥ちゃん 酔いどれお笑い王＆毒出しタクシー) (01 січня 2020, TV Tokyo) — MC
- Pro-Yakyu Number 1 Kettei-sen! Battle Stadium (プロ野球No.1決定戦!バトルスタジアム) (04 січня 2020, Nippon TV) — MC арени
- Shibuko to Chidori no Naisupa ja na! (しぶこと千鳥のナイスパーじゃな!) (04 січня 2020, TV Tokyo) — MC
- Geino-kai Shibutsu Daihoshutsu Variety Border! Auction (芸能界私物大放出バラエティー ボーダー!オークション) (23 лютого 2020, Nippon TV) — MC
- Higashi no Chidori no Uchi no Papa wa Owarai-geinin Kazoku de Manzai Kettei-sen (東野・千鳥のうちのパパはお笑い芸人 家族で漫才決定戦) (29 лютого 2020, 05 березня 2021, Fuji TV) — Нобу — MC, Дайґо — суддя
- Unpan Chidori Sore, doyatte hakobu n ja? (運搬千鳥 それ、どうやって運ぶんじゃ?) (19 квітня 2020, 18 квітня 2021, Tokai TV, Fuji TV) — MC
- Nande Kono Hito to Kekkon shitan desu ka? (なんでこの人と結婚したんですか?) (29 серпня 2020, Fuji TV) — MC
- 3-nin Tadotte Chidori ni Touch (3人たどって千鳥にタッチ 〜瀬戸内はみな家族じゃ〜) (23 вересня 2020, RCC)
- Chidori no Oni Ren-chan (千鳥の鬼レンチャン) (09 жовтня 2020, 12 лютого 2021, 04 липня, Fuji TV) — MC (разом з KAMAITACHI)
- Chidori no Taiketsu Tabi (千鳥の対決旅) (29 листопада 2020, 07 травня 2021, Fuji TV) — Нобу — MC、Дайґо — мандрівник
- Shogatsu Chidori (正月千鳥) (03 січня 2021, Chukyo TV, Nippon TV) — MC
- Chidori no Nippon Mirai To (千鳥のニッポン未来島) (06 червня 2021, RSK, TBS) — MC

Участь як гості
- Shabekuri 007 (しゃべくり007) (06 липня 2020, Nippon TV) — головні гості
- Downtown Now Tokubetsu Hen «Matsumoto Hitoshi no Sake no Tsumami ni naru Hanashi» (ダウンタウンなう 特別編「人志松本の酒のツマミになる話」) (нерегулярно) — MC (разом з Мацумото Хітосі)

### Радіо
Минулі програми
- Go Go Monkeys (ゴーゴーモンキーズ) (жовтень 2004 — вересень 2005, MBS TV)
- Gu Gu Monkeys (グーグーモンキーズ) (жовтень 2005 — березень 2006, MBS TV)
- Omoshiro Grand-prix Giri King (おもしろGP喜利王) (жовтень 2005 — березень 2006, MBS TV)
- Chidori no Nanshonna! (千鳥のなんしょんなぁ!) (липень — вересень 2006, TV Asahi)
- NMB48 Gakuen 〜Oshiete Chidori-sensei~ (NMB48学園〜教えて千鳥先生〜) (09 квітня 2011 — березень 2012, TV Asahi)
- Matsui Ai no Suko〜shi Ai shite★ (松井愛のすこ〜し愛して★) (MBS TV)
- Appare yattema~su! (アッパレやってまーす!]] 火曜日) (19 травня 2015 — 04 квітня 2017, MBS TV)
- All Night Nippon R (オールナイトニッポンR) (02 листопада 2013, Nippon Broadcasting System)
- Sakuma Nobuyuki no All Night Nippon 0 (Zero) (佐久間宣行のオールナイトニッポン0(ZERO)) (12 червня 2019, Nippon Broadcasting System)

### Драми
- Спеціальний випуск до 50-ти літнього Національного театру (ナショナル劇場50周年記念特別企画スペシャル 水戸黄門]]2時間SP 「揺れる将軍後継!波瀾万丈の甲州路」) (13 березня 2006, TBS) — гості

### Аніме
- Покемони (ポケットモンスター) (04 грудня 2020, TV Tokyo) — озвучка покемонів Sawk (Дайґо), Throh (Нобу)

### Аніме-фільми
- Lu over the Wall (夜明け告げるルーのうた) (2017, Toho) — Есоджіма (Дайґо), Хіґесорідай（Нобу）[18]

### Дубляж
- Таксі 5 (2019, Asmik Ace) — Марко (Дайґо), Ішем（Нобу）[19][20]

### Інтернет
- Іскра (火花) (03 червня 2016, Netflix)[21]
- Chidori no Love Hotel Tanbo (千鳥のラブホテル探訪) (березень — серпень 2017, AbemaTV)
- Tokko furusuinga (特攻フルスインガー) (11 серпня — 06 жовтня 2017, Amazon Prime Video)[22]
- HITOSHI MATSUMOTO presents DOCUMENTAL (HITOSHI MATSUMOTO presents ドキュメンタル) (2017, Amazon Prime Video) — у 4 сезоні
- Chance no Jikan (チャンスの時間) (з 18 квітня 2018, AbemaTV)[8] — MC
- Chidori no Rokosuta (千鳥のロコスタ) (з 05 лютого 2019, GYAO!) — - MC
- Chidori no Nippon Happy Channel（з29 листопада 2019 -, Amazon Prime Video) — MC

### Музичні кліпи
- Фуджікава Чіаі — «Того дня, того часу» (藤川千愛「あの日あの時」) (2019) — лише Нобу (зйомки в кліпі та написання тексту пісні)[23]